# Luiz Martins de Souza Dantas
Luiz Martins de Souza Dantas (Rio de Janeiro, 17 de fevereiro de 1876 – Paris, 16 de abril de 1954) foi um diplomata brasileiro.
Como diplomata brasileiro na França, concedeu vistos para o Brasil a vários judeus e outras minorias perseguidas pelos nazistas durante a Segunda Guerra Mundial, contrariando a política do governo de Getúlio Vargas. Em 10 de dezembro de 2003 foi proclamado "Justo entre as nações", título atribuído a pessoas que arriscaram suas vidas para ajudar os judeus perseguidos pelo regimes nazista e fascista, no Museu do Holocausto (Yad Vashem), em Israel.  Apenas uma outra brasileira, Aracy de Carvalho, foi distinguida com este reconhecimento.

## Biografia
Era filho do político e diplomata Manuel Pinto de Souza Dantas Filho e neto do senador Dantas.
Após concluir os estudos de Direito aos 21 anos, ingressou no Ministério das Relações Exteriores já no período republicano. Galgou todos os postos da carreira diplomática e serviu em diversas capitais do mundo. Em 1916, durante a Primeira Guerra Mundial (1914-1918), foi nomeado ministro interino das Relações Exteriores e durante alguns meses respondeu pelo Itamaraty. Chegou ao posto de embaixador em 1919, quando passou a chefiar a representação brasileira em Roma. A 2 de agosto de 1919, foi agraciado com o grau de Grã-Cruz da Ordem Militar de Cristo, de Portugal.
Em fins de 1922, Souza Dantas foi nomeado embaixador do Brasil na França, cargo em que permaneceria até 1944. Entre 1924 e 1926, durante alguns períodos, foi também o representante do governo brasileiro na Liga das Nações – órgão que reunia representantes de vários países com o intuito de zelar pela paz mundial baseada na negociação e no entendimento cordial entre as nações. Em 1931, já era o decano do corpo diplomático em Paris, ou seja, o embaixador há mais tempo em atividade na capital francesa.

## Resgate
Em 1940, com a iminência da invasão alemã no Norte da França, o governo francês se retirou para o Sul, instalando um governo colaboracionista na cidade de Vichy. Naturalmente, o corpo diplomático estrangeiro o acompanhou. Registros dessa época mostram que Souza Dantas já vinha intercedendo em favor de refugiados do nazismo desde a sua saída de Paris. É possível comprovar o envolvimento pessoal e direto do embaixador, que começou a emitir os primeiros vistos diplomáticos “irregulares” de próprio punho. A maioria desses documentos (mais de 1000) foi concedida em Vichy e beneficiava não apenas judeus, mas também homossexuais, comunistas e qualquer pessoa ameaçada pelo nazismo (incluindo Zbigniew Ziembinski).
No entanto, de acordo com a legislação vigente na época, era raro um embaixador conceder pessoalmente um visto, e isto só costumava ser feito em casos excepcionais. Para um “indesejável” receber um visto – mesmo o que se encaixava nas poucas exceções preestabelecidas –, era necessário apresentar uma série de documentos, como atestados negativos de antecedentes criminais, de “não ser de conduta nociva à ordem pública”, de saúde e prova de profissão lícita, entre outros. Era muito difícil conseguir estas declarações, principalmente para os refugiados que se encontravam longe de seus países de origem. A autoridade consular brasileira que emitia o visto, por sua vez, tinha a obrigação de informar a “origem étnica” do estrangeiro.
Uma grande quantidade de pessoas que requeriam vistos era apátrida, portadoras de passaportes “Nansen” – fornecidos pela Liga das Nações para indivíduos expatriados por causa de problemas políticos. Outras não possuíam qualquer tipo de documento para viajar. Algumas provinham de países que se encontravam tecnicamente extintos naquele momento devido aos conflitos ou cujos governos não os reconheciam mais como cidadãos. A exigência de uma série de documentos e certidões dos imigrantes tinha, na realidade, a função de impedir a entrada de refugiados no Brasil.
No dia em que Souza Dantas deixou Paris rumo a Vichy, já no caminho, ao passar por cidades como Perpignan e Bordeaux, começou a assinar passaportes e documentos de viagem de estrangeiros, a maioria refugiados. Não eram pessoas “especiais” ou “importantes”, mas gente comum. Ele não seguiu nenhuma regra do governo brasileiro, não exigiu taxas, transferências bancárias, declarações ou atestados, e tampouco perguntou ou informou a alguém a origem étnica dos pretendentes.
Cerca de 500 vistos diplomáticos foram emitidos entre meados de junho de 1940 e 12 de dezembro do mesmo ano – data em que Souza Dantas foi proibido formalmente de conceder qualquer tipo de visto. Entretanto, de acordo com depoimentos, muitos refugiados estiveram com o embaixador nos primeiros meses de 1941 e receberam vistos com datas anteriores a 12 de dezembro de 1940. Ou seja, ele ainda concedeu alguns vistos, mesmo depois de ter sido repreendido e proibido.
Por causa da presença de soldados brasileiros na guerra, das notícias da resistência de Souza Dantas à invasão da embaixada em Vichy e de seu longo internamento na Alemanha, os jornais brasileiros passaram a tratá-lo como herói. Mas a transformação do diplomata processado pelo governo em herói não agradou ao ditador Vargas. Rapidamente, as notícias de homenagens a Souza Dantas sumiram da mídia, então controlada rigidamente pelo Estado. Enquanto durou o Estado Novo, Getulio tratou de manter o diplomata fora de evidência no Brasil. Com a queda da ditadura em 1945, o velho embaixador saiu do ostracismo graças à influência política de antigos companheiros do Itamaraty.
Já aposentado, Souza Dantas foi convidado pelo Ministério das Relações Exteriores para chefiar a delegação brasileira na primeira Assembleia Geral das Nações Unidas, em Londres, entre 10 de janeiro e 14 de fevereiro de 1946. O embaixador foi o primeiro brasileiro a discursar neste órgão precursor da ONU. Souza Dantas passou seus últimos anos de vida em Paris, falecendo em uma sexta-feira da Paixão, 16 de abril de 1954, mesmo ano da morte de Getúlio.

## Legado
Em 2017 a Globo filmes lançou o filme Querido Embaixador que traz para as telas de cinema os feitos diplomáticos de Souza Dantas, salvando pessoas do holocausto, durante a Segunda Guerra Mundial em que o ator Norival Rizzo interpreta o embaixador